# Kapsejlads, Skyer, Høne
Kapsejlads, Skyer, Høne er en stumfilm med ukendt instruktør.